# 6438 Suárez
6438 Suárez là một tiểu hành tinh vành đai chính với chu kỳ quỹ đạo là 1215.0644911 ngày (3.33 năm).
Nó được phát hiện ngày 18 tháng 1 năm 1988.